# Potyczka pod Fanisławicami
Potyczka pod Fanisławicami – bratobójcze starcie partyzanckie stoczone 24 sierpnia 1944 pod Fanisławicami między oddziałem Brygady Świętokrzyskiej Narodowych Sił Zbrojnych a oddziałem Armii Ludowej.

## Przebieg ataku
Po uzyskaniu informacji, że w lesie pod Fanisławicami kwateruje oddział Armii Ludowej dowództwo Brygady Świętokrzyskiej NSZ postanowiło przeprowadzić atak na wspomniany oddział. Ataku dokonał 24 sierpnia 1944 roku oddział Brygady Świętokrzyskiej, tj. 1 batalion 204 pułku w sile 200 ludzi dowodzony przez Wacława Janikowskiego ps. „Wilk”. W trakcie natarcia okazało się, że w lesie stacjonują jedynie tabory 2 Brygady AL „Świt”, natomiast oddział Armii Ludowej kwateruje w innym miejscu. 
Według Ryszarda Nazarewicza NSZ-towcy pod Fanisławicemi zabili ppor. Maćka skoczka z Batalionu Szturmowego Wojska Polskiego oraz współpracyjącego z AL gajowego Eugeniusza Woźniaka członka Armii Krajowej, natomiast z trzech uprowadzonych AL-owców, dwóch powiesili. W konsekwencji ataku Armia Ludowa utraciła też wspomniane tabory, w tym 3 pistolety maszynowe, 1 karabin przeciwpancerny i amunicję.